# ビクトール・ヌニェス
ビクトール・ヌニェス（Víctor Amaury Núñez Rodríguez、1980年4月15日 - ）は、コスタリカの元サッカー選手。元コスタリカ代表。ポジションはフォワード。

## 経歴
2006年2月に親善試合でコスタリカ代表デビュー。出場機会は無かったが、2006 FIFAワールドカップのメンバーにも選ばれた。2013年までに通算28試合に出場、7得点をあげた。

## 代表歴

### 出場大会
- コスタリカ代表
  - 2006 FIFAワールドカップ

### 試合数
- 国際Aマッチ 28試合 7得点（2006年-2013年）[1]

| コスタリカ代表 | 国際Aマッチ | 国際Aマッチ |
| 年             | 出場        | 得点        |
| -------------- | ----------- | ----------- |
| 2006           | 3           | 0           |
| 2007           | 6           | 3           |
| 2008           | 8           | 3           |
| 2009           | 5           | 0           |
| 2010           | 1           | 0           |
| 2011           | 3           | 1           |
| 2012           | 0           | 0           |
| 2013           | 2           | 0           |
| 通算           | 28          | 7           |